# Перосо, Грендди
Гре́ндди Адриа́н Перо́со Ринко́н (исп. Grenddy Adrián Perozo Rincón; род. 28 февраля 1986, Маракайбо) — венесуэльский футболист, центральный защитник и опорный полузащитник; тренер. Выступал за национальную сборную Венесуэлы.

## Биография

### Клубная карьера
Грендди Перосо — воспитанник футбольной школы «Трухильянос». Многие его родственники и друзья играли в футбол, что было нехарактерным для штата Сулия, в котором спортом номер один является бейсбол. Именно окружение повлияло на выбор молодого Перосо заниматься футболом. С другой стороны, в городе была мощнейшая по венесуэльским меркам команда «Унион Атлетико Маракайбо», в которой играло много игроков национальной сборной. Поэтому Грендди решил переехать в Валеру, где базировался более скромный «Трухильянос». В основном составе этой команды он дебютировал в 2002 году. В 2005 году перешёл в команду «Итальмаракайбо», но отыграл там лишь полгода, после чего присоединился к «Депортиво Тачире». С 2007 по 2010 год выступал за «Депортиво Ансоатеги», с которым в 2008 году выиграл Кубок Венесуэлы.
В 2010 году перешёл в колумбийскую «Бояка Чико». В 2011 году помог команде дойти до финала Кубка Колумбии, сыграв в трёх матчах розыгрыша. Однако в самих финальных поединках против «Мильонариоса» не играл. Первую половину 2012 года венесуэлец провёл в аргентинском «Олимпо», а последние полгода своего контракта (в начале 2013 года) отыграл, также на правах аренды, за «Депортиво Тачиру».
В 2013 году Грендди Перосо перешёл в «Аяччо», где, в основном, был игроком основного состава. Однако по итогам сезона корсиканская команда заняла последнее место, пропустив в 38 матчах 72 мяча, и вылетела во Второй дивизион. Во втором французском эшелоне «Кайзер» отыграл лишь полсезона, после чего вернулся на родину, присоединившись к «Сулии». В 2016—2017 годах вновь выступал за рубежом — в португальском «Атлетико» (Лиссабон) и боливийском «Спорт Бойз Варнес».
После возвращения в Венесуэлу вновь стал играть за «Сулию», с которой в 2018 году завоевал свой второй в карьере национальный Кубок. В 2019 году перешёл в «Карабобо». С 2020 года защищает цвета «Атлетико Венесуэлы».

### Карьера в сборной
Грендди Перосо дебютировал в сборной Венесуэлы в 2006 году в товарищеском матче против Уругвая в Монтевидео. Венесуэла уступила со счётом 0:4. Перосо был в заявке «винотинтос» на двух Кубка Америки — 2011 и 2015 годов. В 2011 году в матче группового этапа против Парагвая забил гол на второй компенсированной минуте, благодаря чему Венесуэла сумела сравнять счёт (3:3) и со второго места выйти в четвертьфинал турнира.
Всего в 2006—2015 годах за сборную Венесуэлы Перосо провёл 45 матчей и забил два гола.

## Голы за сборную
| № | Дата         | Место                                       | Соперник  | Голы | Результат | Турнир             |
| - | ------------ | ------------------------------------------- | --------- | ---- | --------- | ------------------ |
| 1 | 1 июня 2011  | Матео Флорес, Гватемала, Гватемала          | Гватемала | 0:2  | 0:2       | Товарищеский матч  |
| 2 | 13 июля 2011 | Падре Эрнесто Мартеарена, Сальта, Аргентина | Парагвай  | 3:3  | 3:3       | Кубок Америки 2011 |

## Титулы и достижения
- Обладатель Кубка Венесуэлы (2): 2008, 2018
- Финалист Кубка Колумбии (1): 2011